# Семейная хроника (фильм)
«Семейная хроника» — кинофильм 1962 года, поставленный Валерио Дзурлини по мотивам полуавтобиографического романа Васко Пратолини «Два брата».

## Сюжет
1945 год, Рим. Журналисту Энрико сообщают по телефону, что его младший брат Лоренцо умер. Энрико вспоминает их долгие и сложные взаимоотношения. После смерти матери они воспитывались порознь: Энрико — бедной, но доброй бабушкой, Лоренцо — богатым местным аристократом. Встретившись со своим избалованным братом в 1930-х гг. во Флоренции, Энрико берёт его на содержание, всегда преследуемый чувствами вины и ответственности за человека, которого он одновременно любит и ненавидит.

## В ролях
- Марчелло Мастроянни — Энрико
- Жак Перрен — Лоренцо
- Сальво Рандоне — Салокки
- Сильви — бабушка
- Валерия Чанготтини — Энцина

## Награды
- 1962 — Золотой лев на Венецианском кинофестивале (вместе с «Ивановым детством» А. Тарковского)
- 1963 — Серебряная лента за лучшую операторскую работу (Джузеппе Ротунно)